# Foreigner
Foreigner ist eine britisch-amerikanische Rockband, die mit eingängigem, melodiös-melancholischem Rock zwischen 1977 und 1988 ihre größten Erfolge feierte. Bisher wurden weltweit über 80 Millionen Tonträger der Gruppe verkauft.
Foreigner gehört zu den bekanntesten Vertretern des Adult Oriented Rock (AOR). Zu ihren populärsten Hits zählen Cold as Ice, Urgent, Waiting for a Girl Like You, Juke Box Hero, Say You Will und der Nummer-eins-Hit I Want to Know What Love Is.

## Bandgeschichte

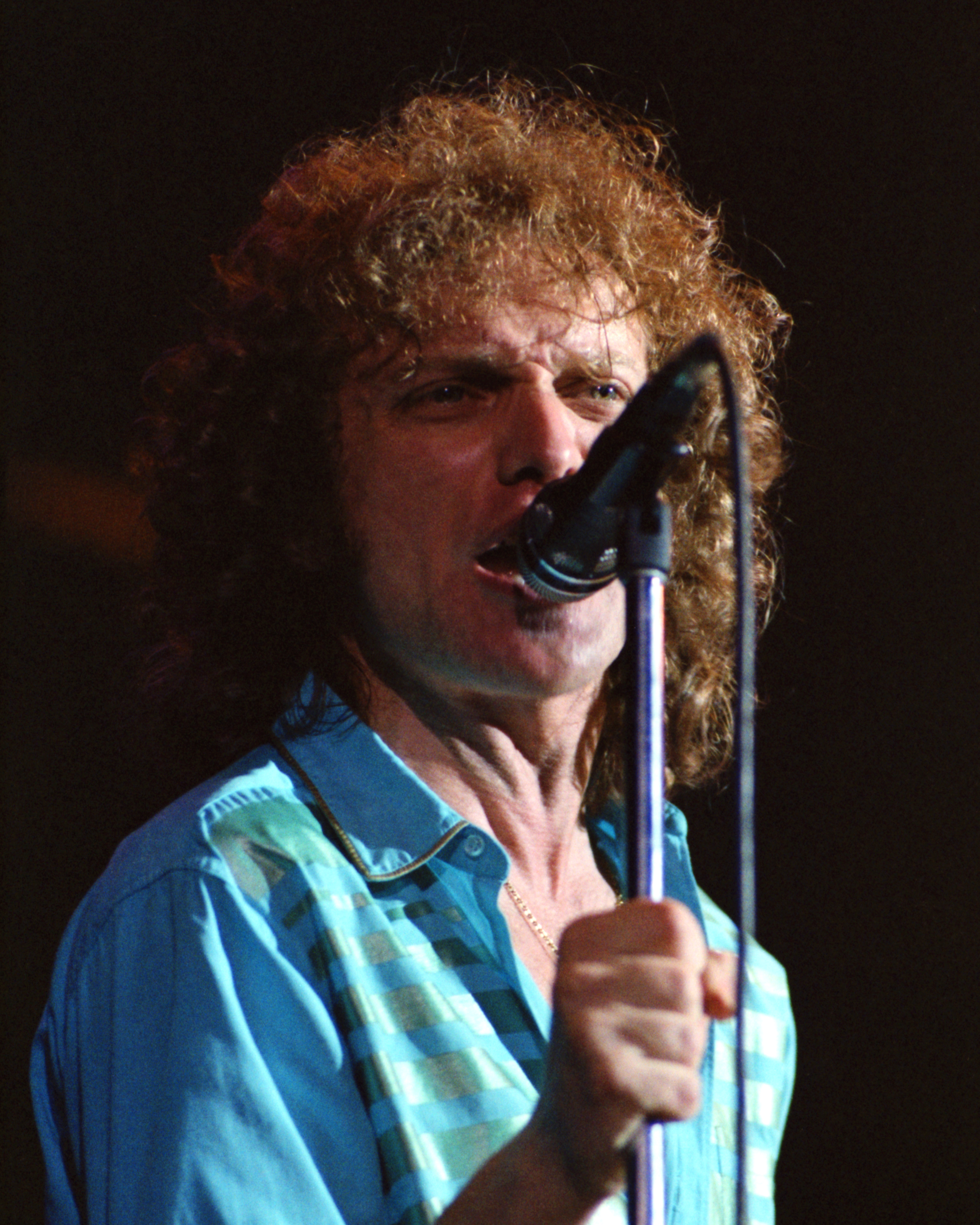
Lou Gramm, langjähriger Sänger der Band (1979)

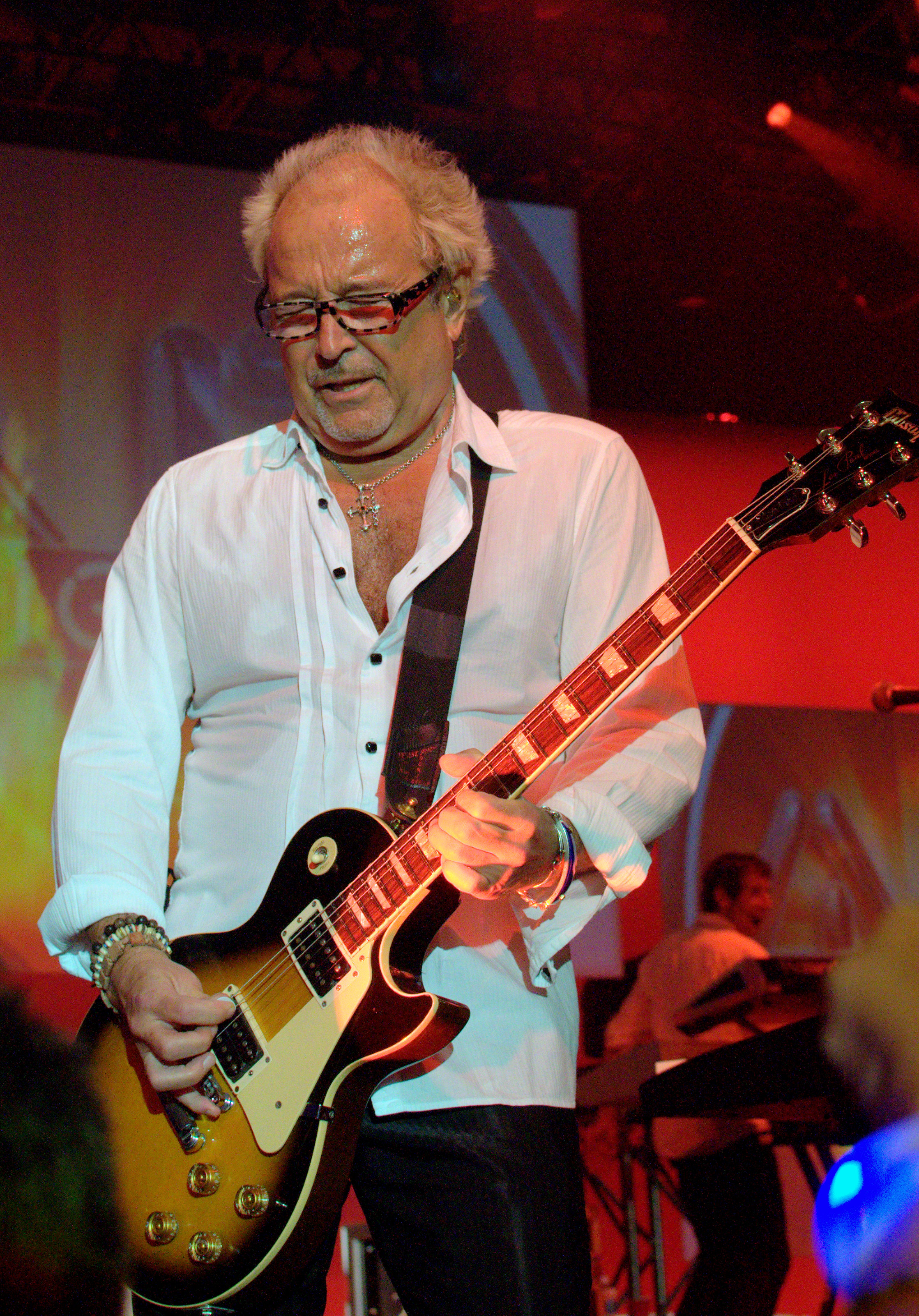
Gitarrist und Bandgründer Mick Jones (2009)

Die Band wurde 1976 in New York von den britischen Musikern Ian McDonald (Gründungsmitglied von King Crimson) und Mick Jones (ehemals Gitarrist bei George Harrison, Peter Frampton und Spooky Tooth), dem ehemaligen If-Schlagzeuger Dennis Elliott sowie den US-Amerikanern Al Greenwood (Keyboard), Ed Gagliardi (Bass) und Sänger Lou Gramm gegründet.
Im März 1977 erschien das Debütalbum Foreigner, das in den USA mehr als fünf Millionen Mal verkauft wurde und die beiden Top-Ten-Singles Feels Like the First Time und Cold as Ice hervorbrachte. Die im Juni 1978 veröffentlichte LP Double Vision verkaufte sich noch erfolgreicher. 1979 schied Ed Gagliardi aus und wurde durch Rick Wills ersetzt. Das dritte Album Head Games erschien im September 1979 und wurde wiederum kommerziell erfolgreich.
Im Juli 1981 folgte die vierte LP mit dem passenden Titel 4, mit der die Band den Durchbruch auch in Europa schaffte. Die Songs Urgent (mit dem eingängigen Tenorsaxophon-Solo von Jr. Walker), Juke Box Hero und Waiting for a Girl Like You waren zwischen 1981 und 1982 weltweit in den Hitlisten erfolgreich.
Nach dreijähriger Schaffenspause meldete sich die Band im November 1984 mit dem Chartbreaker I Want to Know What Love Is zurück. Die Single war ein Nummer-eins-Hit und Millionenseller in den USA und in Großbritannien. Das dazugehörige Album Agent Provocateur war das erfolgreichste von Foreigner und erreichte unter anderem in Großbritannien, Deutschland und der Schweiz Platz eins und Platin-Status. Nur in den USA reichte es nicht an die Vorgängeralben heran, obwohl es sich dort auch über drei Millionen Mal verkaufte.
Bis zum nächsten Album dauerte es erneut drei Jahre. Die LP Inside Information kam im Dezember 1987 auf den Markt und wurde erneut international erfolgreich. Es brachte zudem die beiden Top-10-Singles Say You Will und I Don't Wanna Live Without You hervor. Trotzdem hatte es in der Band zu kriseln begonnen, und so markierte das Album den vorläufigen Schlusspunkt der Zusammenarbeit der Bandleader Lou Gramm und Mick Jones.
Lou Gramm widmete sich zwischendurch seiner Solokarriere und veröffentlichte Anfang 1987 sein Album Ready or Not. Im Herbst 1989 folgte als zweite Soloplatte Long Hard Look. Zwei Jahre später initiierte er gemeinsam mit Vivian Campbell die Hardrock-Band Shadow King. Die Band löste sich allerdings schon nach dem ersten Album wieder auf, als Campbell zu Def Leppard ging. Auch Mick Jones versuchte sich solo, während er nebenbei an der Wiedervereinigung von Foreigner arbeitete.
Mit Johnny Edwards, der anstelle von Lou Gramm als Sänger agierte, wurde im Juni 1991 das siebte Album Unusual Heat herausgebracht. Die Identifikation mit dem „neuen“ Foreigner scheiterte jedoch. Lou Gramm war als Lead-Sänger nicht zu ersetzen, kommerziell floppte die Platte und brachte auch keine Chartsingle hervor. 1992 wurde die Zusammenarbeit zwischen Gramm und Jones für ein Best-of-Album wiederbelebt, für das neben den bekannten Hits auch drei neu entstandene Titel eingespielt wurden.
Erst zwei Jahre später konnten sich Jones und Gramm wieder dazu überwinden, gemeinsam ins Studio zu gehen und neue Songs zu schreiben. Gramm brachte den Bassisten Bruce Turgon mit in die Band, mit dem er schon bei Black Sheep und Shadow King gespielt hatte. Das im Oktober 1994 erschienene Album Mr. Moonlight konnte nicht mehr an die Erfolge der 1970er und 1980er anknüpfen, erhielt aber bemerkenswerten Zuspruch.
Nachdem Lou Gramm eine schwere Hirntumorerkrankung überstanden hatte und wieder erfolgreich mit Foreigner durch die USA getourt war, trennte er sich 2003 ein zweites Mal von der Band, um an seiner Solokarriere zu arbeiten.

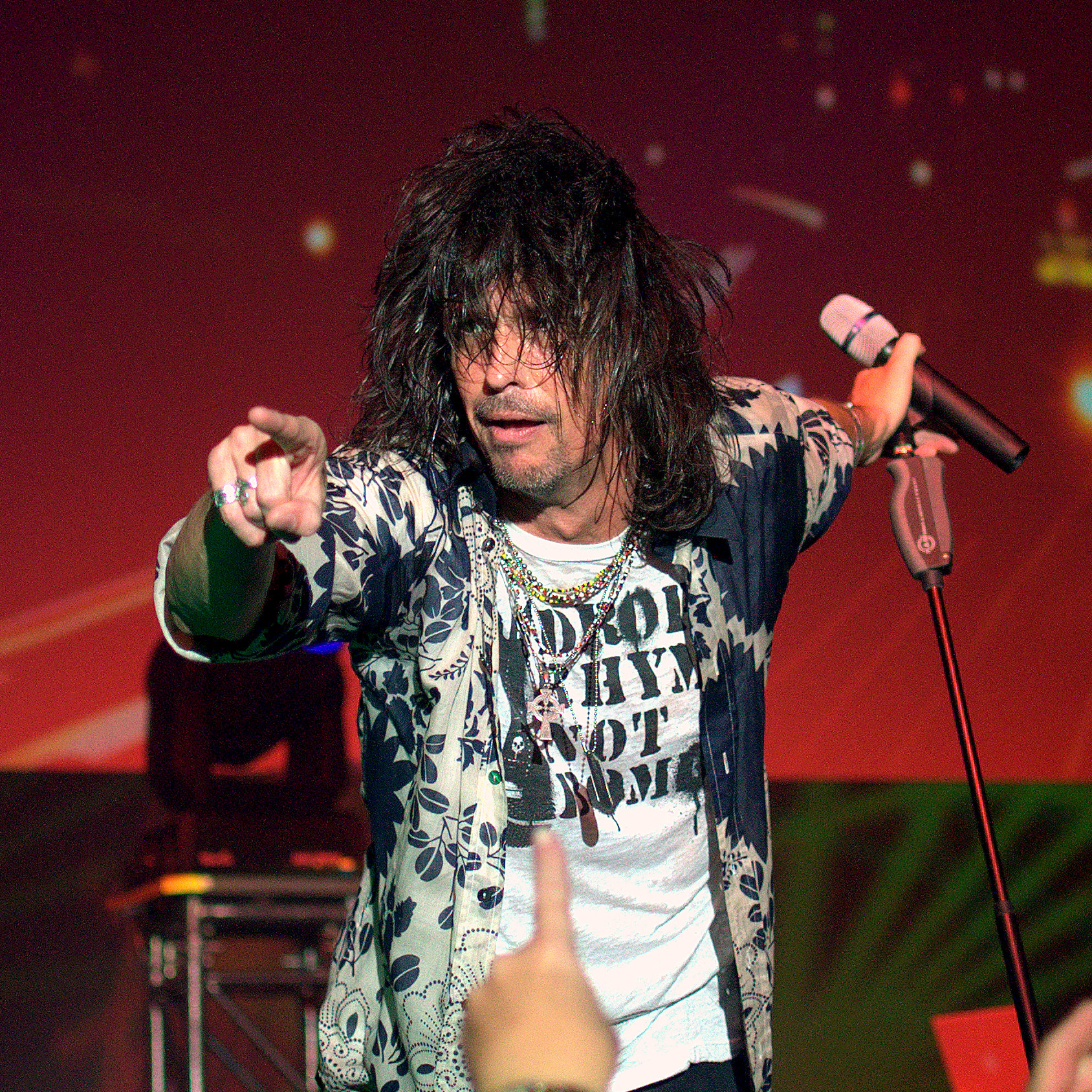
Kelly Hansen, Sänger von Foreigner (2009)

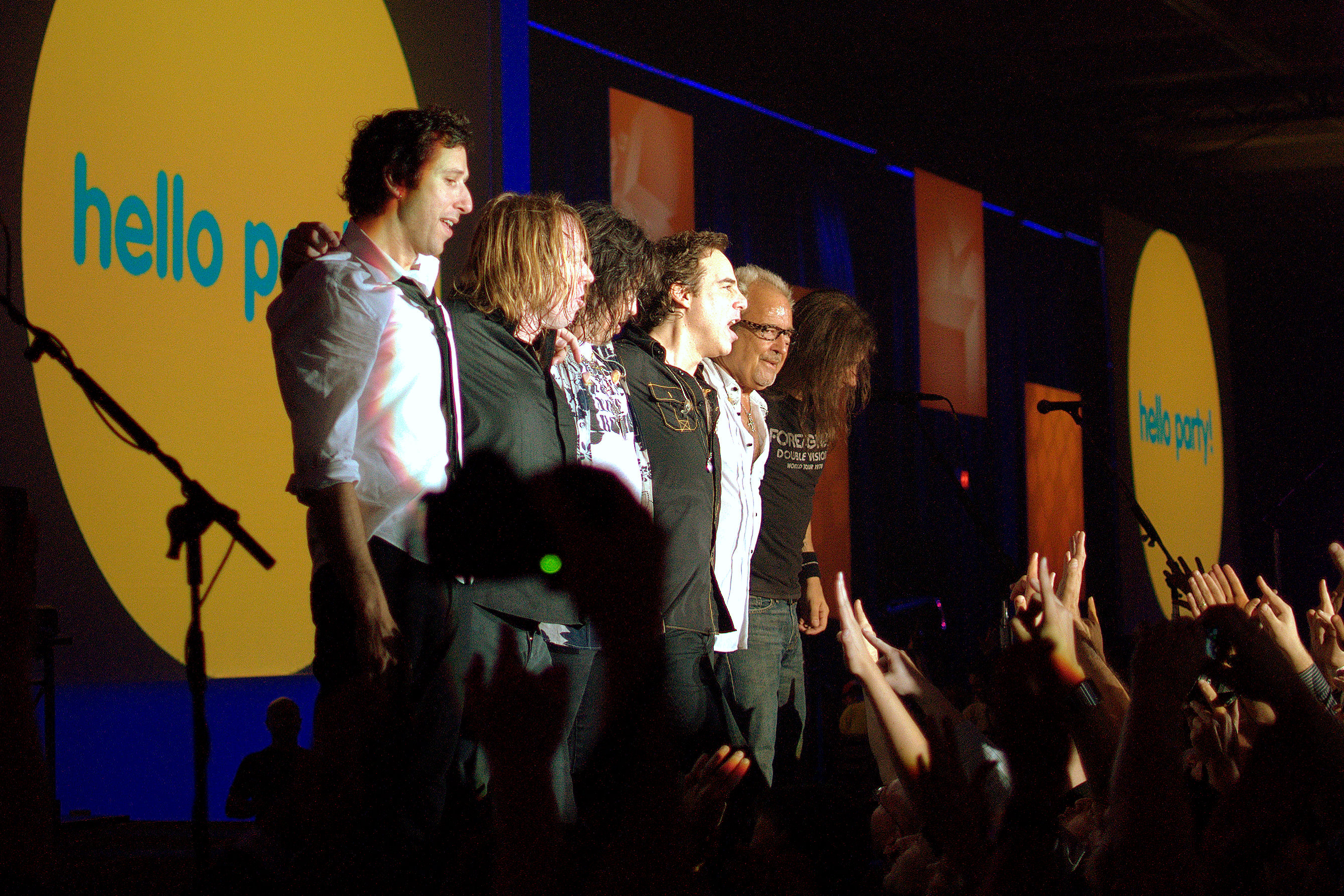
Foreigner, 2009

Seit März 2005 ist Kelly Hansen (Ex-Hurricane) der Lead-Sänger von Foreigner. Ebenfalls neu waren Jason Bonham (Sohn des Led-Zeppelin-Musikers John Bonham) am Schlagzeug und Jeff Pilson (Ex-Dokken) am Bass. Aus den 1990ern waren noch Jeff Jacobs (Keyboards) und Tom Gimbel (Rhythmusgitarre, Saxophon, Flöte) dabei. Von der Originalbesetzung war nur Mick Jones übriggeblieben. In dieser Besetzung tourte die Band zwischen 2005 und 2008 weltweit. 2006 wurde auf dem Bang-Your-Head-Festival in Balingen die DVD Alive 'n' Rockin'  aufgenommen. Seit November 2007 ersetzt Michael Bluestein Jeff Jacobs an den Keyboards.
Im Oktober 2009 kam das neue Foreigner-Album Can’t Slow Down in den USA heraus, aus dem die Single When It Comes to Love ausgekoppelt wurde. Im Januar 2010 erschien das Album auch in Europa. Im Herbst desselben Jahres folgte ein neues Live-Doppelalbum. Im September 2011 erschien das Album Acoustique, auf dem unter anderem 14 bekannte Songs unplugged eingespielt wurden. Im selben Jahr stieß Bruce Watson als zweiter Gitarrist zur Band. Ed Gagliardi, der erste Bassist der Band, erlag im Mai 2014 im Alter von 62 Jahren einem Krebsleiden.
2017 folgte eine 40-Jahre-Jubiläumstour der Band. Dies war Anlass, die Originalmitglieder aus den 1970er Jahren mit an Bord zu holen. Beim Konzert im Juli 2017 waren im Jones Beach State Park Lou Gramm, Al Greenwood und Ian McDonald zu Gast auf der Bühne. Für die Konzerte im Oktober 2017 standen alle Originalmitglieder der Band zusammen auf der Bühne. 2018 bestätigte der Produzent Randy Johnson die Premiere des Foreigner-Musicals Jukebox Hero für Februar 2019 in Toronto. Das Musical wurde von Dick Clement und Ian La Frenais geschrieben.
Auch im Herbst 2019 waren für die Konzerttour Double Vision – Then and Now erneut nahezu sämtliche Originalmitglieder der Band auf der Bühne, außer Lou Gramm, der krankheitsbedingt die Konzerte absagen musste. Seit 2022 steht der Bandgründer Jones aus gesundheitlichen Gründen nur noch sporadisch bei einigen Songs mit auf der Bühne. Die meisten Konzerte absolviert die Band komplett ohne ihn und spielt aktuell in der Besetzung Kelly Hansen, Bruce Watson, Jeff Pilson, Michael Bluestein, Chris Frazier und Luis Carlos Maldonado, der 2021 bei Foreigner einstieg.

## Diskografie
Studioalben

| Jahr | Titel              | Höchstplatzierung, Gesamtwochen, AuszeichnungChartplatzierungen (Jahr, Titel, Platzierungen, Wochen, Auszeichnungen, Anmerkungen) | Höchstplatzierung, Gesamtwochen, AuszeichnungChartplatzierungen (Jahr, Titel, Platzierungen, Wochen, Auszeichnungen, Anmerkungen) | Höchstplatzierung, Gesamtwochen, AuszeichnungChartplatzierungen (Jahr, Titel, Platzierungen, Wochen, Auszeichnungen, Anmerkungen) | Höchstplatzierung, Gesamtwochen, AuszeichnungChartplatzierungen (Jahr, Titel, Platzierungen, Wochen, Auszeichnungen, Anmerkungen) | Höchstplatzierung, Gesamtwochen, AuszeichnungChartplatzierungen (Jahr, Titel, Platzierungen, Wochen, Auszeichnungen, Anmerkungen) | Anmerkungen                                                    |
| Jahr | Titel              | DE | AT | CH | UK | US | Anmerkungen                                                    |
| ---- | ------------------ | --- | --- | --- | --- | --- | -------------------------------------------------------------- |
| 1977 | Foreigner          | — | — | — | — | US5 ×5Fünffachplatin · (113 Wo.)US                                                                                                | Erstveröffentlichung: 8. März 1977 Verkäufe: + 5.220.000       |
| 1978 | Double Vision      | — | — | — | UK32 (5 Wo.)UK | US3 ×7Siebenfachplatin · (88 Wo.)US                                                                                               | Erstveröffentlichung: 20. Juni 1978 Verkäufe: + 7.200.000      |
| 1979 | Head Games         | DE39 (5 Wo.)DE | — | — | — | US5 ×5Fünffachplatin · (41 Wo.)US                                                                                                 | Erstveröffentlichung: 11. September 1979 Verkäufe: + 5.000.000 |
| 1981 | 4                  | DE4 Platin · (68 Wo.)DE | — | — | UK5 Gold · (62 Wo.)UK | US1 ×6Sechsfachplatin · (81 Wo.)US                                                                                                | Erstveröffentlichung: 2. Juli 1981 Verkäufe: + 7.150.000       |
| 1984 | Agent Provocateur  | DE1 Platin · (35 Wo.)DE | AT10 (10 Wo.)AT | CH1 Platin · (24 Wo.)CH | UK1 Platin · (32 Wo.)UK | US4 ×3Dreifachplatin · (45 Wo.)US                                                                                                 | Erstveröffentlichung: 7. Dezember 1984 Verkäufe: + 4.012.500   |
| 1987 | Inside Information | DE7 Gold · (20 Wo.)DE | — | CH7 Gold · (13 Wo.)CH | UK64 Silber · (7 Wo.)UK | US15 Platin · (37 Wo.)US | Erstveröffentlichung: 4. Dezember 1987 Verkäufe: + 1.335.000   |
| 1991 | Unusual Heat       | DE13 (16 Wo.)DE | AT30 (5 Wo.)AT | CH8 (14 Wo.)CH | UK56 (1 Wo.)UK | US117 (9 Wo.)US | Erstveröffentlichung: 14. Juni 1991                            |
| 1994 | Mr. Moonlight      | DE21 (10 Wo.)DE | — | CH17 (9 Wo.)CH | UK59 (1 Wo.)UK | US136 (6 Wo.)US | Erstveröffentlichung: 31. Oktober 1994                         |
| 2009 | Can’t Slow Down    | DE16 (8 Wo.)DE | AT58 (2 Wo.)AT | CH26 (3 Wo.)CH | UK— SilberUK | US29 (8 Wo.)US | Erstveröffentlichung: 2. Oktober 2009 Verkäufe: + 100.000      |

grau schraffiert: keine Chartdaten aus diesem Jahr verfügbar